# فرودگاه پره‌تولا
 فرودگاه پره‌تولا (به انگلیسی: Peretola Airport) یک فرودگاه همگانی با کد یاتا FLR است که یک باند فرود آسفالت دارد و طول باند آن ۱۷۱۶ متر است. این فرودگاه در شهر فلورانس کشور ایتالیا قرار دارد و در ارتفاع ۴۴ متری از سطح دریا واقع شده است.